# Heliophanus edentulus
Heliophanus edentulus är en spindelart som beskrevs av Simon 1871. Heliophanus edentulus ingår i släktet Heliophanus och familjen hoppspindlar. Inga underarter finns listade i Catalogue of Life.